# Dix-neuvième circonscription de Paris de 1988 à 2012
Pour les articles homonymes, voir Dix-neuvième circonscription de Paris de 1958 à 1986.
La dix-neuvième circonscription de Paris est l'une des 21 circonscriptions électorales françaises que compte le département de Paris (75) situé en région Île-de-France. D'après les chiffres de l'Institut National de la Statistique et des Études Économiques (INSEE) en 1999, la population de cette circonscription est estimée à 106 141 habitants.

## Délimitation de la circonscription
Entre 1988, année des premières élections après le rétablissement du scrutin uninominal majoritaire par circonscription, et le redécoupage des circonscriptions réalisé en 2010, la circonscription recouvre deux quartiers du 18e arrondissement (la Goutte-d'Or et La Chapelle) et un quartier du 19e arrondissement (La Villette).
Cette délimitation s'applique donc aux IXe, Xe, XIe, XIIe et XIIIe législatures de la Cinquième République française.
Cette dix-neuvième circonscription de Paris correspond à l'adjonction de la vingt-septième circonscription, d'une partie de la vingt-huitième circonscription et d'une petite partie de la vingt-neuvième circonscription de la période 1958-1986.
En 2012, cette circonscription est devenue la nouvelle dix-septième circonscription, avec une extension sur une petite partie du quartier du Combat.

## Liste des députés

### Élection du 16 mars 1986 au scrutin proportionnel
En 1985, le président de la république François Mitterrand changea le mode de scrutin des députés en rétablissant le scrutin proportionnel. Le nombre de députés du département de Paris fut ramené de 31 à 21.

### Députés de 1988 à 2012
Après les élections du 16 mars 1986, le nouveau premier ministre Jacques Chirac rétablissait le scrutin majoritaire à deux tours. Le nombre de députés était maintenu à 21 et les circonscriptions électorales antérieures étaient donc ramenées de 31 à 21. La totalité de l'ancienne vingt-septième, une partie de l'ancienne vingt-huitième et une partie de l'ancienne vingt-neuvième circonscription ont formé la nouvelle dix-neuvième circonscription.
| Législature | Début de mandat | Fin de mandat    | Député élu               | Parti politique | Parti politique | Observations                                                                                    |
| ----------- | --------------- | ---------------- | ------------------------ | --------------- | --------------- | ----------------------------------------------------------------------------------------------- |
| IXe         | 23 juin 1988    | 1er avril 1993   | Daniel Vaillant          |                 | PS              |                                                                                                 |
| Xe          | 2 avril 1993    | 24 novembre 1993 | Jean-Pierre Pierre-Bloch |                 | UDF (PSD)       | Élection annulée par le Conseil Constitutionnel                                                 |
| Xe          | 8 février 1994  | 21 avril 1997    | Daniel Vaillant          |                 | PS              | Élu lors d'une élection partielle mandat écourté à la suite d'une dissolution de Jacques Chirac |
| XIe         | 12 juin 1997    | 4 juillet 1997   | Daniel Vaillant          |                 | PS              | Nommé au gouvernement le 2 juin 1997, son suppléant lui succède                                 |
| XIe         | 5 juillet 1997  | 18 juin 2002     | Daniel Marcovitch        |                 | PS              | Nommé au gouvernement le 2 juin 1997, son suppléant lui succède                                 |
| XIIe        | 19 juin 2002    | 25 juin 2007     | Daniel Vaillant          |                 | PS              |                                                                                                 |
| XIIIe       | 26 juin 2007    | 19 juin 2012     | Daniel Vaillant          |                 | PS              |                                                                                                 |

## Résultats électoraux

### Élections législatives de 1988
| Candidat                                | Candidat                 | Parti                | Premier tour | Premier tour | Second tour | Second tour |  |
| Candidat                                | Candidat                 | Parti                | Voix         | %            | Voix        | %           |  |
| --------------------------------------- | ------------------------ | -------------------- | ------------ | ------------ | ----------- | ----------- |  |
|                                         | Daniel Vaillant élu      | PS                   | 8 070        | 32,25        | 14 634      | 54,72       |  |
|                                         | Jean-Pierre Pierre-Bloch | UDF (PSD) (URC)      | 8 061        | 32,21        | 12 108      | 45,27       |  |
|                                         | Patrice de Blignières    | FN                   | 3 371        | 13,47        |             |             |  |
|                                         | Louis Baillot            | PCF                  | 2 251        | 8,99         |             |             |  |
|                                         | Manuel Escutia           | diss. PS             | 1 889        | 7,54         |             |             |  |
|                                         | Louis Girard             | Extrême droite       | 1 028        | 4,10         |             |             |  |
|                                         | Sauveur Boukris          | Divers droite        | 228          | 0,91         |             |             |  |
|                                         | Anne-Marie Desachy       | Extrême droite (POE) | 87           | 0,34         |             |             |  |
|                                         | Pascal Jouvin            | Divers droite        | 37           | 0,14         |             |             |  |
|                                         |                          |                      |              |              |             |             |  |
| Inscrits                                | Inscrits                 | Inscrits             | 45 595       | 100,00       | 45 595      | 100,00      |  |
| Abstentions                             | Abstentions              | Abstentions          | 20 229       | 44,37        | 18 106      | 39,71       |  |
| Votants                                 | Votants                  | Votants              | 25 366       | 55,63        | 27 489      | 60,29       |  |
| Blancs et nuls                          | Blancs et nuls           | Blancs et nuls       | 344          | 1,36         | 747         | 2,72        |  |
| Exprimés                                | Exprimés                 | Exprimés             | 25 022       | 98,64        | 26 742      | 97,28       |  |
| Source : Le Monde des 7 et 14 juin 1988 |                          |                      |              |              |             |             |  |

Le suppléant de Daniel Vaillant était Daniel Marcovitch, médecin dans le 19ème arrondissement.

### Élections législatives de 1993
| Candidat              | Candidat                         | Parti                      | Premier tour | Premier tour | Second tour | Second tour |  |
| Candidat              | Candidat                         | Parti                      | Voix         | %            | Voix        | %           |  |
| --------------------- | -------------------------------- | -------------------------- | ------------ | ------------ | ----------- | ----------- |  |
|                       | Jean-Pierre Pierre-Bloch élu     | UDF (PSD)                  | 8 703        | 34,87        | 12 262      | 52,06       |  |
|                       | Daniel Vaillant sortant          | PS (ADFP)                  | 5 483        | 21,97        | 11 293      | 47,94       |  |
|                       | Patrice Le Barbier de Blignières | FN                         | 3 604        | 14,44        |             |             |  |
|                       | Philippe Germa                   | GÉ (EÉ)                    | 2 317        | 9,28         |             |             |  |
|                       | Mireille Marchioni               | PCF                        | 1 794        | 7,19         |             |             |  |
|                       | Louis Girard                     | Extrême droite             | 888          | 3,56         |             |             |  |
|                       | Annie Souchon                    | LO                         | 618          | 2,48         |             |             |  |
|                       | André Malvoisin                  | LT-LNÉ                     | 576          | 2,31         |             |             |  |
|                       | Philippe Cretet                  | Extrême gauche             | 282          | 1,13         |             |             |  |
|                       | Bruno Sourcis                    | UÉD                        | 233          | 0,93         |             |             |  |
|                       | Jean-Claude Patout               | Divers droite              | 195          | 0,78         |             |             |  |
|                       | Louis André                      | Divers gauche (Maj. prés.) | 136          | 0,54         |             |             |  |
|                       | Alain-Serge Clary                | MDR                        | 127          | 0,51         |             |             |  |
|                       |                                  |                            |              |              |             |             |  |
| Inscrits              | Inscrits                         | Inscrits                   | 41 825       | 100,00       | 41 825      | 100,00      |  |
| Abstentions           | Abstentions                      | Abstentions                | 16 015       | 38,29        | 16 448      | 39,33       |  |
| Votants               | Votants                          | Votants                    | 25 810       | 61,71        | 25 377      | 60,67       |  |
| Blancs et nuls        | Blancs et nuls                   | Blancs et nuls             | 854          | 3,31         | 1 822       | 7,18        |  |
| Exprimés              | Exprimés                         | Exprimés                   | 24 956       | 96,69        | 23 555      | 92,82       |  |
| Source : Data.gouv.fr |                                  |                            |              |              |             |             |  |

L'élection est invalidée par le conseil constitutionnel en raison du rejet des comptes de campagne de Jean-Pierre Pierre-Bloch.
Le suppléant de Jean-Pierre Pierre-Bloch était Claude Weidner, adjoint au maire du 19ème arrondissement.

### Élections législatives partielles de 1994
| Candidat                                   | Candidat                   | Parti          | Premier tour | Premier tour | Second tour | Second tour |  |
| Candidat                                   | Candidat                   | Parti          | Voix         | %            | Voix        | %           |  |
| ------------------------------------------ | -------------------------- | -------------- | ------------ | ------------ | ----------- | ----------- |  |
|                                            | Daniel Vaillant élu        | PS             | 4 191        | 33,20        | 7 964       | 53,60       |  |
|                                            | Anne-Marie Pierre-Bloch    | UDF (PSD)      | 3 968        | 31,43        | 6 893       | 46,39       |  |
|                                            | Patrice de Blignières      | FN             | 1 840        | 14,57        |             |             |  |
|                                            | Mireille Marchioni         | PCF            | 943          | 7,47         |             |             |  |
|                                            | Louis Girard               | Extrême droite | 475          | 3,76         |             |             |  |
|                                            | Bernadette Léonard-Deligny | Les Verts      | 264          | 2,09         |             |             |  |
|                                            | Dominique Martin-Ferrari   | GÉ             | 256          | 2,02         |             |             |  |
|                                            | Arnauld Folch              | Extrême droite | 221          | 1,75         |             |             |  |
|                                            | Philippe Crétet            | LCR            | 181          | 1,43         |             |             |  |
|                                            | Adnam Alnojem Azzam        | Divers         | 125          | 0,99         |             |             |  |
|                                            | Pierre Abadie              | Divers         | 72           | 0,57         |             |             |  |
|                                            | Alain-Serge Clary          | MDR            | 49           | 0,38         |             |             |  |
|                                            | José-Philippe Marquis      | Divers gauche  | 36           | 0,28         |             |             |  |
|                                            |                            |                |              |              |             |             |  |
| Inscrits                                   | Inscrits                   | Inscrits       | 41 621       | 100,00       | 41 621      | 100,00      |  |
| Abstentions                                | Abstentions                | Abstentions    | 28 773       | 69,13        | 26 031      | 62,54       |  |
| Votants                                    | Votants                    | Votants        | 12 848       | 30,87        | 15 590      | 37,46       |  |
| Blancs et nuls                             | Blancs et nuls             | Blancs et nuls | 227          | 1,77         | 733         | 4,7         |  |
| Exprimés                                   | Exprimés                   | Exprimés       | 12 621       | 98,23        | 14 857      | 95,3        |  |
| Source : Le Monde du 8 février 1994, p. 12 |                            |                |              |              |             |             |  |

### Élections législatives de 1997
| Candidat       | Candidat                      | Parti             | Premier tour | Premier tour | Second tour | Second tour |  |
| Candidat       | Candidat                      | Parti             | Voix         | %            | Voix        | %           |  |
| -------------- | ----------------------------- | ----------------- | ------------ | ------------ | ----------- | ----------- |  |
|                | Daniel Vaillant sortant réélu | PS                | 8 025        | 33,02        | 14 629      | 57,2        |  |
|                | Jean-Pierre Pierre-Bloch      | UDF (PPDF)        | 6 435        | 26,48        | 10 944      | 42,8        |  |
|                | Patrice de Blignières         | FN                | 3 596        | 14,8         |             |             |  |
|                | Michel Turoman                | PCF               | 1 805        | 7,43         |             |             |  |
|                | Jean-François Blet            | Les Verts         | 1 195        | 4,92         |             |             |  |
|                | Annie Souchon                 | LO                | 989          | 4,07         |             |             |  |
|                | Patrick Maire                 | LDI (CNIP)        | 376          | 1,55         |             |             |  |
|                | Gabriel Pictet                | GÉ                | 338          | 1,39         |             |             |  |
|                | Sarah Baruk                   | Divers            | 309          | 1,27         |             |             |  |
|                | Raymond Delord                | Divers            | 257          | 1,06         |             |             |  |
|                | Agnès Mémin                   | SÉGA              | 210          | 0,86         |             |             |  |
|                | Christiane Libouban           | LT-LNÉ            | 194          | 0,8          |             |             |  |
|                | Stéphanie Stein               | US4J              | 183          | 0,75         |             |             |  |
|                | Marie-Claude Schidlower       | PT                | 134          | 0,55         |             |             |  |
|                | Henri Morel-Maroger           | MÉI               | 127          | 0,52         |             |             |  |
|                | Pierre-Yann Dieuaide          | Divers            | 73           | 0,3          |             |             |  |
|                | Alain Piller                  | MDR               | 44           | 0,18         |             |             |  |
|                | Thierry Telphon               | Divers droite     | 13           | 0,05         |             |             |  |
|                | Corinne Taieb-Haddad          | Divers écologiste | 1            | 0            |             |             |  |
|                |                               |                   |              |              |             |             |  |
| Inscrits       | Inscrits                      | Inscrits          | 40 955       | 100,00       | 40 954      | 100,00      |  |
| Abstentions    | Abstentions                   | Abstentions       | 15 868       | 38,74        | 13 976      | 34,13       |  |
| Votants        | Votants                       | Votants           | 25 087       | 61,26        | 26 978      | 65,87       |  |
| Blancs et nuls | Blancs et nuls                | Blancs et nuls    | 783          | 3,12         | 1 405       | 5,21        |  |
| Exprimés       | Exprimés                      | Exprimés          | 24 304       | 96,88        | 25 573      | 94,79       |  |

Le suppléant de Daniel Vaillant était Daniel Marcovitch, adjoint au maire du 19ème arrondissement. Daniel Marcovitch remplaça Daniel Vaillant, nommé membre du gouvernement, du 5 juillet 1997 au 18 juin 2002.

### Élections législatives de 2002
| Candidat       | Candidat                      | Parti            | Premier tour | Premier tour | Second tour | Second tour |  |
| Candidat       | Candidat                      | Parti            | Voix         | %            | Voix        | %           |  |
| -------------- | ----------------------------- | ---------------- | ------------ | ------------ | ----------- | ----------- |  |
|                | Daniel Vaillant sortant réélu | PS (PRG)         | 9 396        | 36,96        | 13 447      | 58,36       |  |
|                | Roxane Decorte                | UMP              | 5 304        | 20,86        | 9 595       | 41,64       |  |
|                | Jean-Pierre Pierre-Bloch      | UDF              | 2 690        | 10,58        |             |             |  |
|                | Martial Bild                  | FN               | 2 136        | 8,4          |             |             |  |
|                | Claude Sergent                | Les Verts        | 1 668        | 6,56         |             |             |  |
|                | Olivier Besancenot            | LCR              | 1 391        | 5,47         |             |             |  |
|                | Danielle Berlaimont           | PCF              | 666          | 2,62         |             |             |  |
|                | François Gaudu                | Pôle républicain | 483          | 1,9          |             |             |  |
|                | Patrick Berdah                | Divers           | 418          | 1,64         |             |             |  |
|                | Bernadette Brossat            | LO               | 243          | 0,96         |             |             |  |
|                | Alain Vauzelle                | MNR              | 196          | 0,77         |             |             |  |
|                | François Deroche              | Divers droite    | 168          | 0,66         |             |             |  |
|                | Ihab Gazal                    | SÉGA             | 148          | 0,58         |             |             |  |
|                | Bernard Mayaud                | Cap21            | 132          | 0,52         |             |             |  |
|                | Christina Artaz               | PT               | 98           | 0,39         |             |             |  |
|                | Véronique Rolland             | ND               | 93           | 0,37         |             |             |  |
|                | Nathalie Ovion                | Extrême gauche   | 63           | 0,25         |             |             |  |
|                | Nouhoume Ba                   | Divers           | 16           | 0,14         |             |             |  |
|                | Jean-Michel Coffin            | CPNT             | 35           | 0,14         |             |             |  |
|                | David Gerbaudi                | Divers gauche    | 28           | 0,11         |             |             |  |
|                | Autres candidats              | Divers           | 31           | 0,12         |             |             |  |
|                |                               |                  |              |              |             |             |  |
| Inscrits       | Inscrits                      | Inscrits         | 40 115       | 100,00       | 40 107      | 100,00      |  |
| Abstentions    | Abstentions                   | Abstentions      | 14 312       | 35,68        | 16 281      | 40,59       |  |
| Votants        | Votants                       | Votants          | 25 803       | 64,32        | 23 826      | 59,41       |  |
| Blancs et nuls | Blancs et nuls                | Blancs et nuls   | 380          | 1,47         | 784         | 3,29        |  |
| Exprimés       | Exprimés                      | Exprimés         | 25 423       | 98,53        | 23 042      | 96,71       |  |

Le suppléant de Daniel Vaillant était Daniel Marcovitch.

### Élections législatives de 2007
| Candidat       | Candidat                      | Parti          | Premier tour | Premier tour | Second tour | Second tour |  |
| Candidat       | Candidat                      | Parti          | Voix         | %            | Voix        | %           |  |
| -------------- | ----------------------------- | -------------- | ------------ | ------------ | ----------- | ----------- |  |
|                | Daniel Vaillant sortant réélu | PS             | 10 006       | 37,63        | 15 778      | 63,05       |  |
|                | Roxane Decorte                | UMP            | 7 591        | 28,55        | 9 245       | 36,95       |  |
|                | Fadila Mehal                  | UDF–MoDem      | 2 184        | 8,21         |             |             |  |
|                | Olivier Raynal                | Les Verts      | 1 766        | 6,64         |             |             |  |
|                | Anne Leclerc                  | LCR            | 1 259        | 4,74         |             |             |  |
|                | Francoise Germain-Robin       | PCF            | 970          | 3,65         |             |             |  |
|                | Guillaume L'Huillier          | FN             | 781          | 2,94         |             |             |  |
|                | Jacques Mendy                 | Divers gauche  | 618          | 2,32         |             |             |  |
|                | David Pierre-Bloch            | NC             | 565          | 2,13         |             |             |  |
|                | Bernadette Brossat            | LO             | 211          | 0,79         |             |             |  |
|                | Didier Marty                  | Divers         | 207          | 0,78         |             |             |  |
|                | François Delaporte            | MNR            | 154          | 0,58         |             |             |  |
|                | Nadia Bennadache              | Divers         | 129          | 0,49         |             |             |  |
|                | Clarisse Delalondre           | PT             | 118          | 0,44         |             |             |  |
|                | Jean Montane                  | Divers         | 28           | 0,11         |             |             |  |
|                | Aldjia Ait Ouarab             | PSLE           | 1            | 0            |             |             |  |
|                |                               |                |              |              |             |             |  |
| Inscrits       | Inscrits                      | Inscrits       | 48 139       | 100,00       | 48 135      | 100,00      |  |
| Abstentions    | Abstentions                   | Abstentions    | 21 212       | 44,06        | 22 435      | 46,61       |  |
| Votants        | Votants                       | Votants        | 26 927       | 55,94        | 25 700      | 53,39       |  |
| Blancs et nuls | Blancs et nuls                | Blancs et nuls | 339          | 1,26         | 677         | 2,63        |  |
| Exprimés       | Exprimés                      | Exprimés       | 26 588       | 98,74        | 25 023      | 97,37       |  |